# Caudron C.440 Goéland
Caudron C.440 Goéland, franskt transport- och skolflygplan från andra världskriget.
Planet användes både civilt och militärt. Det franska flygvapnet beställde ett antal C.445M att användas för lätt transport, kommunikation och i träningssyfte. Ett antal plan som skulle användas för att utbilda bombflygsbesättningar modifierades så att de fick glasad nos.
Ett antal av modellen flögs över till Storbritannien i juni 1940 och deltog i stridshandlingar med Lothringenkors som nationalitetsbeteckning.